# Guido Roncalli di Montorio

Das Geschlecht der Montorio hat den Heraldikgestalter von Johannes XXIII. inspiriert, den Turm von Montorio in dessen Papstwappen aufzunehmen.

Guido Roncalli di Montorio (* 10. Juli 1890 in Bergamo) war ein italienischer Diplomat.

## Familie
Guido Roncalli ist ein Nachkomme aus dem Adelsgeschlecht di Montorio, das im 15. Jahrhundert gestiftet wurde. Prominentes Mitglied ist der Komponist Ludovico Roncalli. Ein sehr weitläufiger Verwandter aus einem Seitenzweig der Familie ist Angelo Giuseppe Roncalli, der spätere Papst Johannes XXIII.
Er ist der Sohn von Laura Calvi Roncalli und Francesco Roncalli di Montorio.

## Leben und Karriere
Roncalli studierte Sozialwissenschaften an der Universität Florenz.

### Einsatz im Ersten Weltkrieg
6. Mai 1915 wurde er zum Leutnant der Kavallerie ernannt. Er wurde ausgezeichnet mit einer Silbermedaille für militärische Tapferkeit wegen gewagter und gefährlicher Aufklärungen unter feindlichem Beschuss.
Im Juni 1916 führte er auf dem Monte Novegno in Venetien Erkundungen durch sowie unter heftigem Beschuss im November 1916 in Monastir. Dabei wurde er durch eine Granate verwundet.

### Diplomatischer Dienst
Am 6. Juli 1920 trat er in den auswärtigen Dienst ein und wurde am 3. Juli 1921 zum Gesandtschaftssekretär dritter Klasse ernannt.
Ab 10. Dezember 1921 war er in Warschau, wo er am 24. März 1924 zum Stellvertretenden Sekretär der Gesandtschaft und am 25. Juli 1924 zum Gesandtschaftssekretär dritter Klasse ernannt wurde.
Am 27. März 1925 wurde er nach Sofia versetzt und am 10. August desselben Jahres nach Oslo.
Von Mai bis Juli 1926 war er Geschäftsträger in Reval.
Am 1. Juni 1926 wurde er zum Gesandtschaftssekretär zweiter Klasse ernannt. Am 9. November 1926 wurde er wieder nach Sofia versetzt.
Am 1. April 1927 wurde er zum Gesandtschaftssekretär erster Klasse und am 25. April 1929 zum Stellvertreter des Gesandten Renato Piacentini ernannt.
Von 14. Januar 1930 bis 1935 war er Gesandtschaftssekretär erster Klasse in Washington, D.C.
Am 22. November 1939 bis 1941 war er Gesandter in Bratislava (Slowakischer Staat) bei Jozef Tiso.
Von 15. Dezember 1947 bis 12. Dezember 1950 war er Botschafter in Helsinki.

## Auszeichnungen
- Croix de guerre mit Palmenzweig für seinen Einsatz als Ordonnanzoffizier beim Kommandanten des italienischen Expeditionscorps, das von Mai bis August 1917 bei Thessaloniki eingesetzt war.
- 1930: Aufnahme in den Ritterorden der hl. Mauritius und Lazarus.[4]